# لونا ۶
لونا ۶ (به انگلیسی: Luna 6) یک فضاپیمای بدون سرنشین برنامه لونا ساخت شوروی است که لونیک ۶ (به انگلیسی: Lunik 6) هم نامیده می‌شود. لونا ۶ برای سفر به کره ماه طراحی شده بود، اما در اواسط راه کم آورد و ۱۵۹٬۶۱۲٫۸ مانده به ماه از دست رفت.